# Pneumopathie d'inhalation
 Mise en garde médicale
Une pneumopathie d'inhalation est une affection respiratoire liée à la pénétration dans les voies aériennes du contenu gastrique ou d'une autre substance étrangère qui va produire une obstruction et/ou une inflammation pulmonaire d'origine chimique.
Cela arrive généralement chez des patients inconscients qui n'ont plus de réflexes digestifs et dont les résidus alimentaires remontent et passent dans les bronches.
Sur un lavage broncho-alvéolaire coloré en oil red o, on peut identifier des lipophages qui sont des macrophages alvéolaires chargés de lipides. Le seuil de positivité est de 3 à 4%.
Voir aussi Syndrome de Mendelson ou syndrome d'inhalation bronchique.